# Ctenitis cheilanthina
Ctenitis cheilanthina är en träjonväxtart som först beskrevs av Carl Frederik Albert Christensen, och fick sitt nu gällande namn av Conrad Vernon Morton. Ctenitis cheilanthina ingår i släktet Ctenitis och familjen Dryopteridaceae. Inga underarter finns listade.